# Скриня (самвидавний часопис)
«Скри́ня» – самвидавний літературно-мистецький часопис, єдиний номер якого вийшов 1971 року у Львові. Журнал створено силами митців «Львівського кола», які гуртувалися довкола Григорія Чубая  – неформального лідера й організатора самвидаву.

## Контекст створення
Феномен шістдесятництва пов'язують із лібералізацією та пожвавленням літературного процесу доби «відлиги», і творчість цього покоління помітно розширила та збагатила український канон  – тому, зокрема, що не конфліктувала з каноном офіційним. Утім, як зазначає польський літературознавець Богуслав Бакула, час динамічного розвитку різних форм шістдесятництва тривав до 1968-го чи навіть 1965 року. Таке притлумлення активності спричинила передовсім хвиля арештів інтелігенції. Але «на краєчку відлиги» (вислів В. Моренця) зароджується літературне явище, яке, на відміну від шістдесятництва, уже не мало генетичного зв'язку із соцреалізмом. Спорідненість нової поетичної естетики з європейським модернізмом, який потавровували в СРСР як буржуазний, була для радянської влади свідченням ворожості та небажаності її творців. Хоча нова мистецька генерація дистанціювалася від радянської ідеології, а не полемізувала з нею,  розраховувати на лояльність наглядових органів та простір для творчого самовираження не доводилося.  
Саме тому для поетів, згодом названих Витісненим поколінням, самвидав стає єдиним доступним острівцем літературного процесу, хай навіть замкненим в обмеженому колі однодумців. Водночас така ізольованість почасти відповідала прагненню постшістдесятників мати альтернативний світоглядно-філософський вимір, який не перетинався б із тоталітаризмом. Попри це, на початку 1970 років утиски проти поетів посилилися.

## Історія створення
Історія Львівського кола та підпільної «Скрині» його поезій невіддільна від імені Грицька Чубая. Попри шкільні здобутки, двері Київського університету було для нього зачинено  – виступ перед пам’ятником Шевченка закріпив за поетом репутацію політично ненадійного та привернув увагу КДБ. У 1969 році Грицько Чубай переїжджає до Львова. Ерудований і обізнаний із європейською літературою, він має також успіх на поетичних вечорах, до нього тягнеться творча молодь. Довкола Чубая швидко формується андеґраундний гурток однодумців, серед яких Олег Лишега, Віктор Морозов, Микола Рябчук, Орест Яворський, Юрій Брилинський, згодом – Юрій Кох, Володимир Кауфман. Квартира Грицька та дружини Галини стала осередком особливого інтелектуального клімату та звичним місцем для спонтанних літературних вечірок, на одній із яких і виникла ідея створити журнал «Скриня».
Художник Володимир Онищенко розповідає про це так: «Руки чесалися  – було що показати, а ніде»
. Назву для видання шукали в українській енциклопедії. Одним із перших варіантів було слово «Едельвейс», але віддали перевагу саме «Скрині». Така назва відсилала до ідеї герметичності та капсулювання у власному інтелектуальному середовищі, що є важливим для світогляду Львівського кола. М. Рябчук припускає, що це слово могло бути натяком на вимушене писання в шухляду, а також давало змогу« погратися з фольклорними візерунками». 
Технічний і юридичний аспекти задуму були найбільш проблемними. Можливості самвидаву радянської доби були обмежені через недоступність копіювальних приладів. У 1970-х уже були ксерокси, але тільки в офіційних установах, де їх використання жорстко регулював КДБ. «Навіть якби хтось мав доступ, це було надто небезпечно. Це вже тягнуло на статті кримінального кодексу. А «Скриню» ми все-таки намагалися робити не те, що в рамках легальних, але принаймні не нариватися на політичні переслідування»,  – згадує М. Рябчук. 
Урешті-решт журнал вирішили друкувати на машинці в кількох примірниках, що типово для тогочасного самвидаву. Для деяких екземплярів використовували тонкий цигарковий, для інших  – якісний цупкий папір. Робота з жорстким папером складніша та менш результативна  – одночасно можна набирати не більше ніж п'ять примірників, сильно натискаючи клавіші. Увесь технічний бік видання взяла на себе Галина Чубай, фахова друкарка та секретарка. М. Рябчук відзначив важливість її внеску: «Вона досить добре це робила, досить швидко і якісно».
Журнал планували зробити в А4 форматі, але зіткнулися з технічними обмеженнями. Довелося різати навпіл – так робили з більшістю самвидавних книжок, тож остаточна версія мала розмір А5. 
За художнє оформлення журналу відповідав Володимир Онищенко. Він розробив графічну обкладинку з орнаментом, що відсилав до стилістики видань 1920-х і по-сучасному переосмислював естетику «нарбутівської школи», утверджуючи тяглість традиції. Рецензенти КДБ згодом оцінять цей аспект, і схожість обкладинки з «націоналістичними часописами» початку століття буде одним зі звинувачувальних аргументів. 

## Зміст і характер журналу
«Скриня» вийшла єдиним номером, що мав 31 сторінку. У журналі з'явилися поезії Олега Лишеги («Віч-на-віч»), Романа Кіся («Хлопчик», «Бойківська зима»), Віктора Морозова («Коли сенс виллється в існування...»), Катерини Морозової («На пелюстці зеленого берета...»), Грицька Чубая («Марія»), цикл мініатюр Василя Гайдучка та новелу Миколи Рябчука («Неси свій німб»). Опублікували також перекладений Г. Чубаєм фрагмент п'єси «Кумедний старигань» Тадеуша Ружевича, польського поета та драматурга. Було надруковано й враження О. Лишеги від малярських робіт Ореста Яворського та «Квестіонар» Р. Кіся про стосунки мистецтва і дійсності.
На останній сторінці був глузливо-авангардний напис російською: «Журнал „Сундук” на украинском языке». 
Зі змісту зрозуміло, що журнал не містив нічого пов'язаного з пропагандою й агітацією, які згодом припише його творцям КДБ. Послідовна аполітичність і суто мистецьке спрямування альманаху були стрижнем авторського задуму. Пише про це й М. Ільницький: «від інших позанцезурних часописів «Скриня» вирізняється орієнтацією на чистий естетизм».
. Свідченням цієї настанови є навіть принцип добору поезій: хоча прославила Г. Чубая поема «Вертеп», публікує він герметичну й езотеричну «Марію». Те саме стосується й інших авторів – Г. Чубай не хотів публікувати політичні тексти.
Розповсюдження журналу творців не надто цікавило, трибунність і активний діалог з аудиторією, що був характерним для шістдесятників, молодшій поетичній генерації чужі. Модерний інтелектуалізм та складна образність їхніх віршів також не сприяють масовій популярності. «Це був мистецький журнал. Ми так планували це для свого богемного середовища, якщо воно піде в інші міста – це непогано. Але спеціальних таких планів якоїсь масової пропаганди ніхто не мав». Альманах не пішов в інші міста та був вилучений КДБ. Навіть у пострадянську добу він лишався практично невідомим, доки письменник Василь Габор підготував видання «Скрині», яке вийшло друком 2000 року у Львові.

## Наслідки видання
На початку 1970-х відбулася чергова хвиля арештів української інтелігенції, що ввійшла в історію як «Другий покіс» і зачепила також Львівське коло. «Скриню», найімовірніше, знайшли випадково - за однією з версій, у квартирі В. Чорновола. Обшуки у квартирі Чубаїв та домівках інших учасників Львівського кола призвели до вилучення більшості надрукованих примірників. Більшість членів гуртка звільняють з роботи та відраховують із вишів. Грицька Чубая заарештовують і впродовж трьох днів інтенсивно допитують у слідчому ізоляторі КДБ. Нелегальний самвидав був  радше формальним приводом для арешту, слідчих цікавили свідчення проти дисидентів, із якими Чубай товаришував. У протоколах доповідей фігурують Ірина й Ігор Калинці, які нібито «підібрали багату кількість націоналістичного і наклепницького змісту віршів, які дали мені з метою друкування в журналі». Згадано також поетів (живих і мертвих), якими Г. Чубай надихався та яких «намагався перескочити в наклепницьких вигадках на радянський суспільний лад»
. Стиль і синтаксис, очевидно, належить слідчому, але зрозуміло також, що поет був морально зламаний семигодинними допитами. За три дні Г. Чубая звільняють, але він надовго облишає літературу, а його мистецький гурток назавжди розпадається.   

## Значення
Інтелектуальне середовище, що виникло довкола Г. Чубая та «Скрині», сприяло формуванню митців, які дадуть українській літературі поетичні зразки найвищого ґатунку. Під час роботи над обома номерами журналу (другий не було завершено) перекладацькі та літературні роботи членів гуртка ставали об'єктами дискусії та критичного випробування, що сприяло вдосконаленню майстерності.
В умовах утисків і неможливості вільно публікуватися «Скриня» стала для львів'ян Витісненого покоління прихованим виміром, де не було ні соцреалізму, ні тоталітарної системи. Митці натомість змогли матеріально утривалити високий модерний інтелектуалізм й естетизм, а також сформувати острівець альтернативного літературного процесу, який у пострадянську добу стане визнаною частиною українського канону. 